# Veeweyde (association)
Pour les articles homonymes, voir Veeweyde.
La Société royale protectrice des animaux Veeweyde — généralement connue sous le nom abrégé de Veeweyde — est une association belge de protection animale fondée par Jules Rühl en 1908. Elle se situe à Anderlecht. À l'origine, elle se trouvait dans le quartier Veeweyde mais elle se trouve actuellement dans le quartier Neerpede.

## Le fondateur
Jules Rühl (Verviers, 4 décembre 1864 - Bruxelles, 31 décembre 1936) ouvre un dispensaire rue Renier à Verviers en 1893. En 1908, il fonde la Société contre la cruauté envers les animaux qui s'installe rue de Veeweyde à Anderlecht où un premier refuge est ouvert pour les animaux maltraités. La même année, Jules Rühl fait paraître le premier numéro de Nos meilleurs amis.
Le 5 mars 1924, il dépose les statuts de la Société contre la cruauté envers les animaux, établie en tant qu'asbl. C'est cette même année qu'il ouvre également le dispensaire de la rue Veeweyde à Anderlecht.
Le 20 avril 1929, il achète un terrain chemin des Tailles à Verviers et y fait bâtir un refuge supplémentaire qui sera occupé par l'association jusqu'en 1995. Cette année 1929 est aussi celle de la première loi relative à la protection des animaux, dont les principes ont été rédigés par Rühl lui-même.
Initialement préoccupé par le droit des animaux à mourir dans la dignité, il invente le pistolet destiné à étourdir les bovins avant leur abattage. C'est dans un second temps qu'il élargit son action à l'accueil et aux soins prodigués aux animaux.
Á la suite d'un accident de la route, il décède à Bruxelles le 31 décembre 1936 et est inhumé à Verviers.

### Hommage
Un monument à Jules Rühl, sculpté en 1946 par Pierre Theunis est installé place du Meir à Anderlecht, en bordure du parc Astrid. Une rue porte son nom dans la même commune.

## Activités
L'association possède différents centres d'accueil pour animaux perdus, abandonnés ou maltraîtés à Anderlecht, Tournai, Coutisse et Torhout et, depuis 1977, un cimetière pour les petits animaux à Rosières. L'association recueille ainsi pas moins de 300 chiens et chats tous les mois et protège en permanence plus d'un millier d'animaux - proposés à l'adoption pour la plupart.
Veeweyde publie trimestriellement la revue Nos meilleurs amis, créée par Jules Rühl.
Administrateur de longue date de la société, Gaëtan Van Goidsenhoven devient le nouveau président du conseil d'administration en décembre 2018, à la suite du décès de Georges Potelle qui a été actif notamment dans la lutte anti-vivisection et dans le débat autour de l’abattage rituel.

## Présidents
- Edmond Bajart[6],[7]
- Georges Potelle
- Roger Arnhem (2001-2006), né en 1925, il avait fondé le Comité de coordination pour la protection des oiseaux. Il fut également président de la Ligue royale belge pour la protection des oiseaux [8].
- Roland Gillet (2006- juillet 2008) qui fut la cheville ouvrière de la loi du 14 août 1986 sur la protection et le bien-être animal[9].
- Georges Potelle (2008 - 2018)[5]
- Gaëtan Van Goidsenhoven (2018 - ...)

## Note
1. ↑  Du nom de la rue de Veeweyde, à Anderlecht où elle était installée, au no 46, jusqu'en 1982. Le bâtiment est aujourd'hui occupé par la Ligue royale belge pour la protection des oiseaux. Veeweyde a déménagé avenue d'Itterbeek n° 600 à Anderlecht.
2. ↑  Sous le nom de Société Contre la Cruauté envers les Animaux.
3. ↑  C'est, entre autres, la présence des chiens dans les tranchées durant la Première Guerre mondiale et leur cohabitation avec les soldats, qui participent à la sensibilisation aux conditions d'existence des animaux de compagnie. C'est dans ce contexte que la loi est votée et que plusieurs associations sont fondées - dont, également la Croix bleue de Belgique.
4. ↑  DH.be, « Anderlecht : Gaëtan Van Goidsenhoven devient président de Veeweyde », sur www.dhnet.be, 20 décembre 2018 (consulté le 31 octobre 2019)
5. 1 2  « Décès du président de Veeweyde, Georges Potelle », sur BX1 (consulté le 10 septembre 2021).
6. ↑  « Edmond Bajart refusait de démissionner de la société de protection animale Le président de Veeweyde se met en congé », sur Le Soir Plus (consulté le 10 septembre 2021)
7. ↑  « Protection animale Décès d'Edmond Bajart L'ex-patron de Veeweyde a emporté ses secrets », sur Le Soir Plus (consulté le 10 septembre 2021)
8. ↑  (Belga), « Roger Arnhem, l'ami des oiseaux », sur La Libre.be (consulté le 10 septembre 2021)
9. ↑  « Roland Gillet, président de Veeweyde, est mort », sur sudinfo.be (consulté le 10 septembre 2021)